# Bareilles
Bareilles ist eine französische Gemeinde mit 39 Einwohnern (Stand 1. Januar 2022) im Département Hautes-Pyrénées in der Region Okzitanien (zuvor Midi-Pyrénées). Sie gehört zum Arrondissement Bagnères-de-Bigorre und zum Kanton Neste, Aure et Louron. Die Bewohner werden „Bareillois“ genannt.

## Geographie
Die Gemeinde liegt in den Pyrenäen, in der historischen Provinz Bigorre, in der Landschaft Pays d’Aure, an der Grenze zum Département Haute-Garonne, etwa 40 Kilometer südöstlich von Bagnères-de-Bigorre. Die Nachbargemeinden sind Jézeau im Norden, Ferrère im Osten, Bourg-d’Oueil im Südosten, Bordères-Louron im Süden, Ris im Südwesten sowie Cazaux-Debat im Westen.
Der Gemeindehauptort liegt am Ende eines Neste-du-Louron-Seitentales, das vom Flüsschen Lastie augeschürft wurde. Der Großteil des Gemeindegebietes stellt überwiegend unwegsames Bergland in Höhenlagen und Wald bis an die 2000 Meter dar. Da dies kaum besiedelt ist, ergibt sich eine geringe Bevölkerungsdichte. Die höchsten Berge im Gemeindegebiet sind der Mont Né mit 2147 m und der Mont du Templa ou de Cournudere mit 2121 m über dem Meer.

## Bevölkerungsentwicklung
| Jahr                       | 1962 | 1968 | 1975 | 1982 | 1990 | 1999 | 2011 | 2020 |
| Einwohner                  | 96   | 102  | 80   | 69   | 57   | 67   | 59   | 46   |
| Quellen: Cassini und INSEE |      |      |      |      |      |      |      |      |

## Sehenswürdigkeiten
- Pfarrkirche Saint-Vincent aus dem 17. Jahrhundert
- Pfarrkirche Saint-Martin aus der ersten Hälfte des 19. Jahrhunderts
- Cromlech am Straßenpass Port de Pierrefite

Die Gemeinde verfügt über mehrere Kulturdenkmäler.

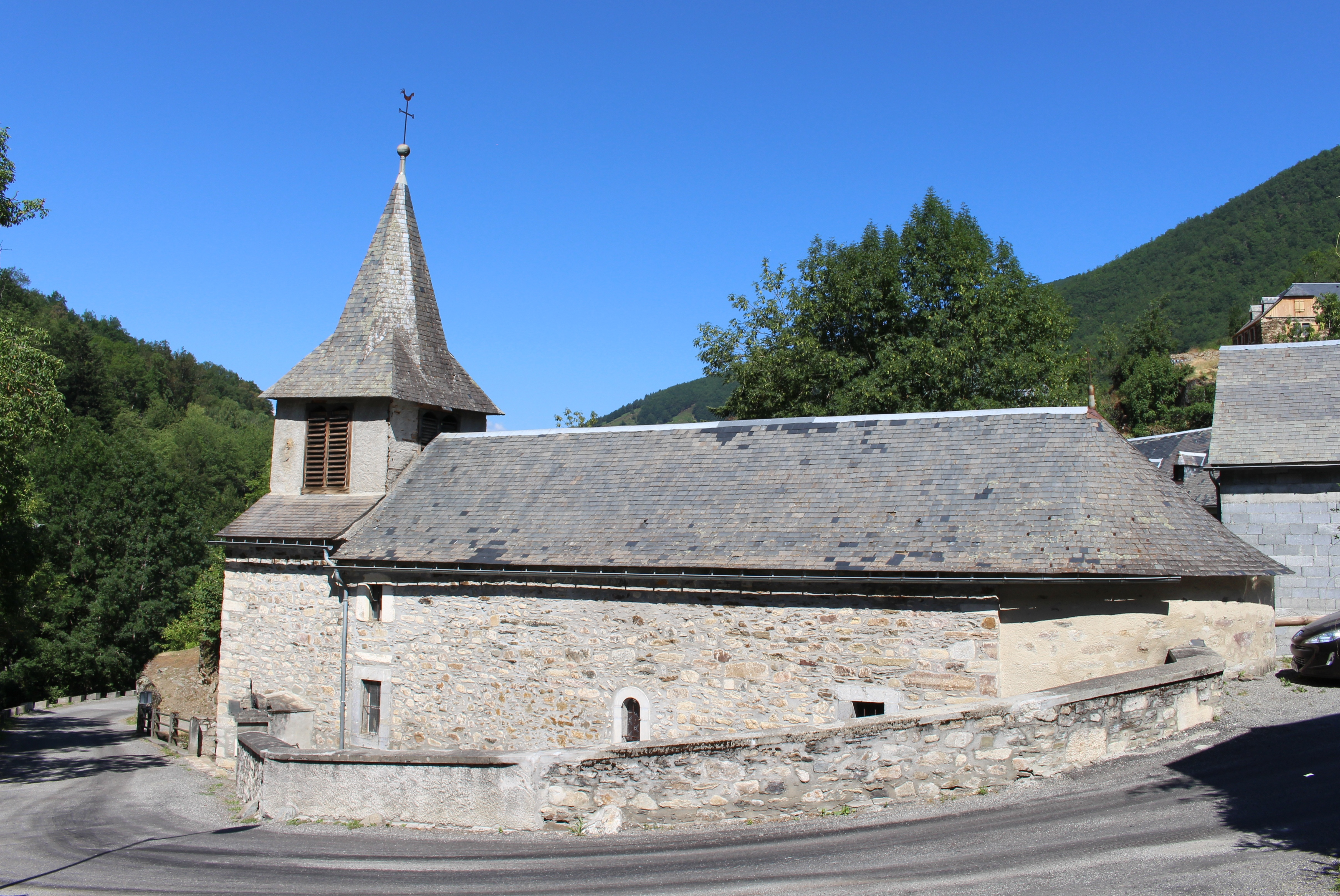
Kirche Saint-Vincent
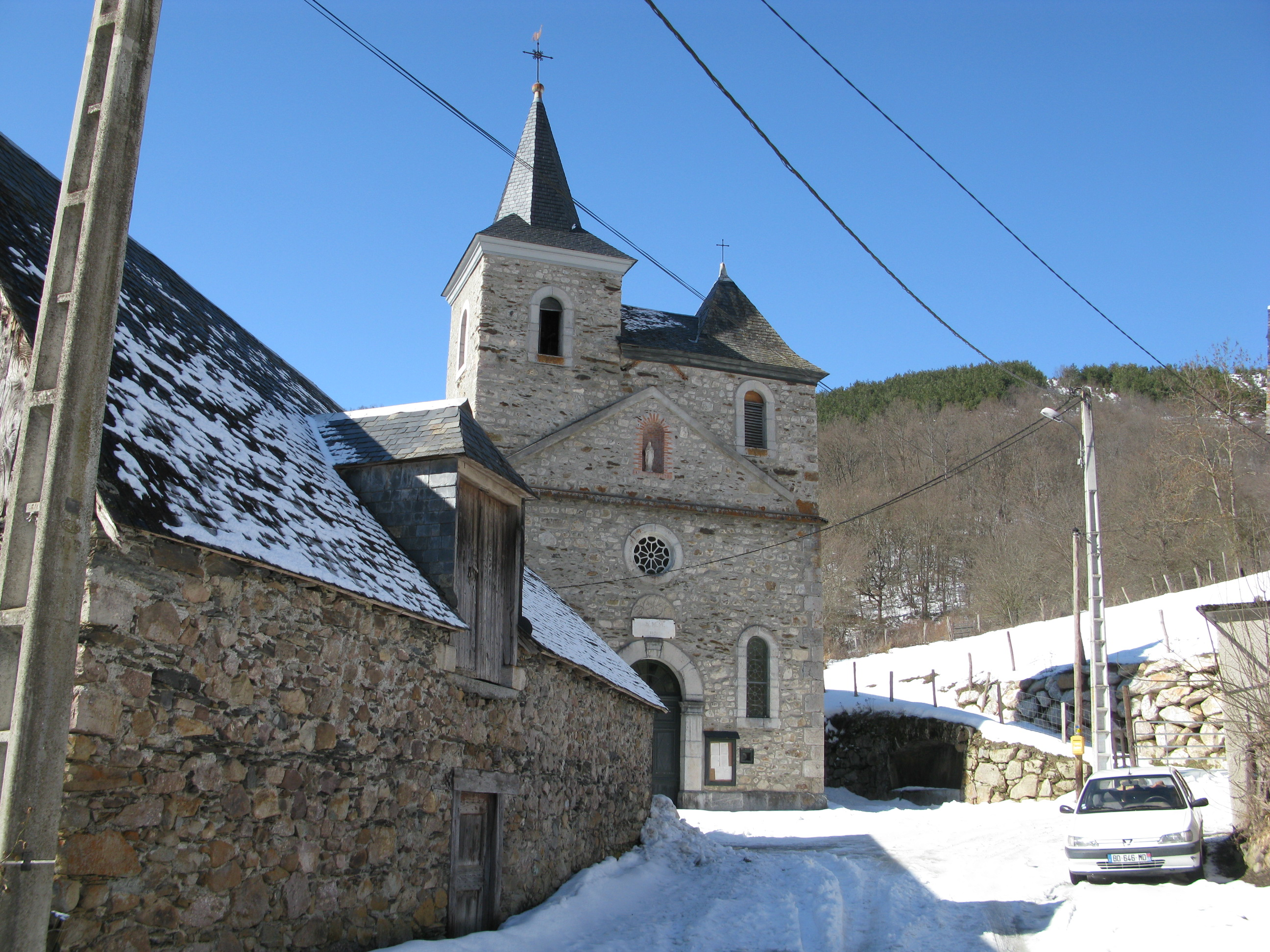
Kirche Saint-Martin
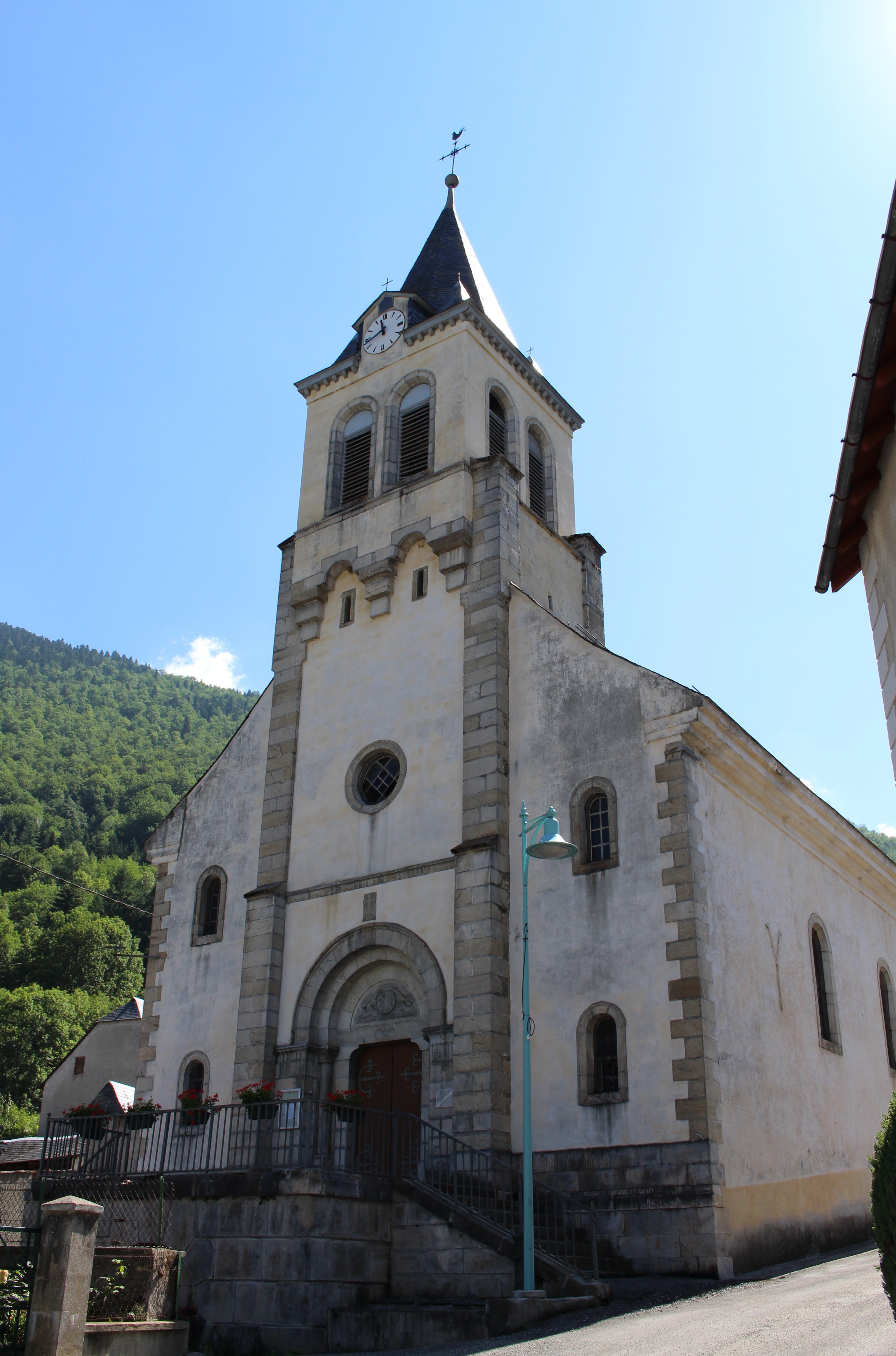
Kirche Mariä Himmelfahrt
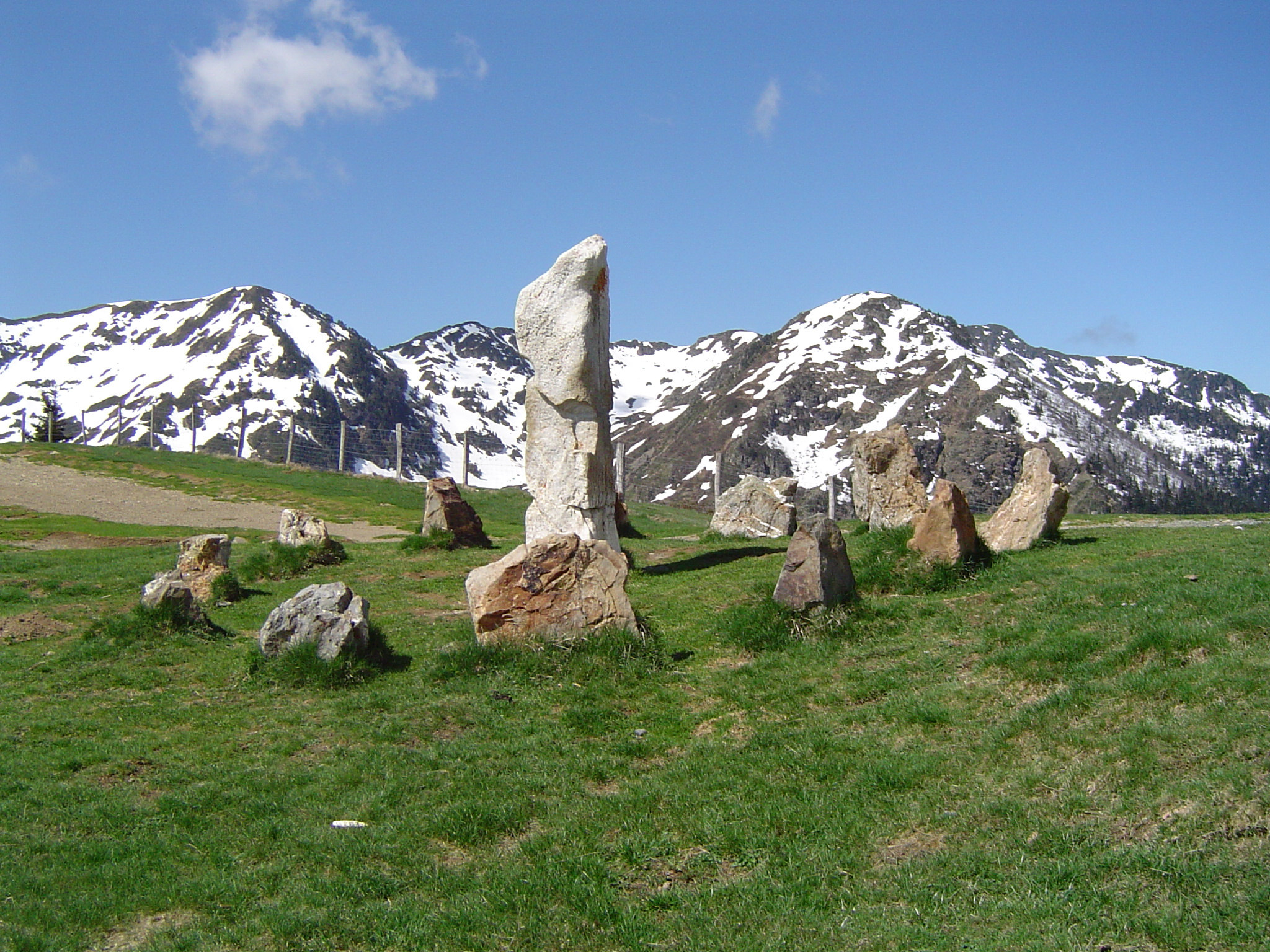
Cromlech
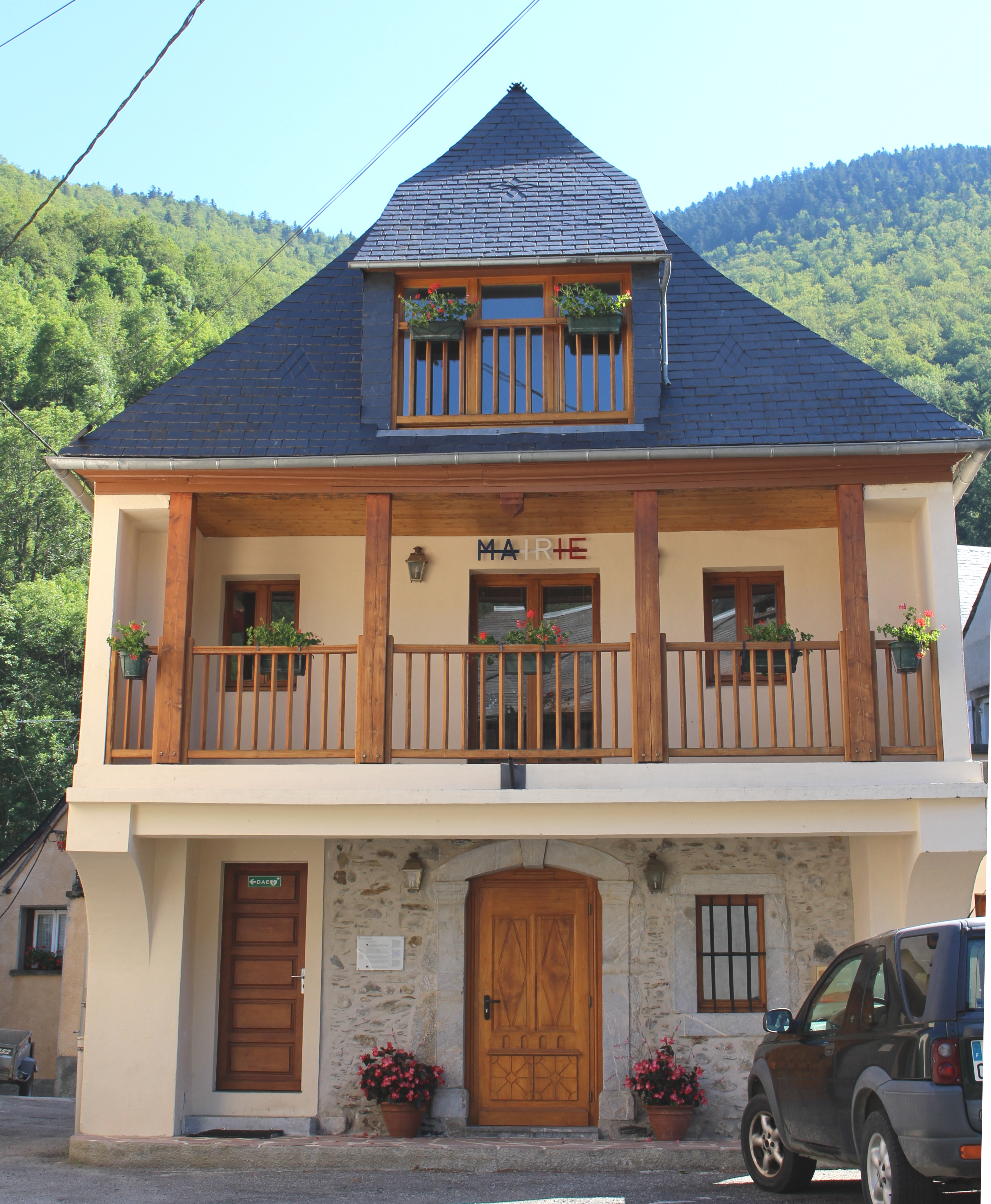
Rathaus (mairie)
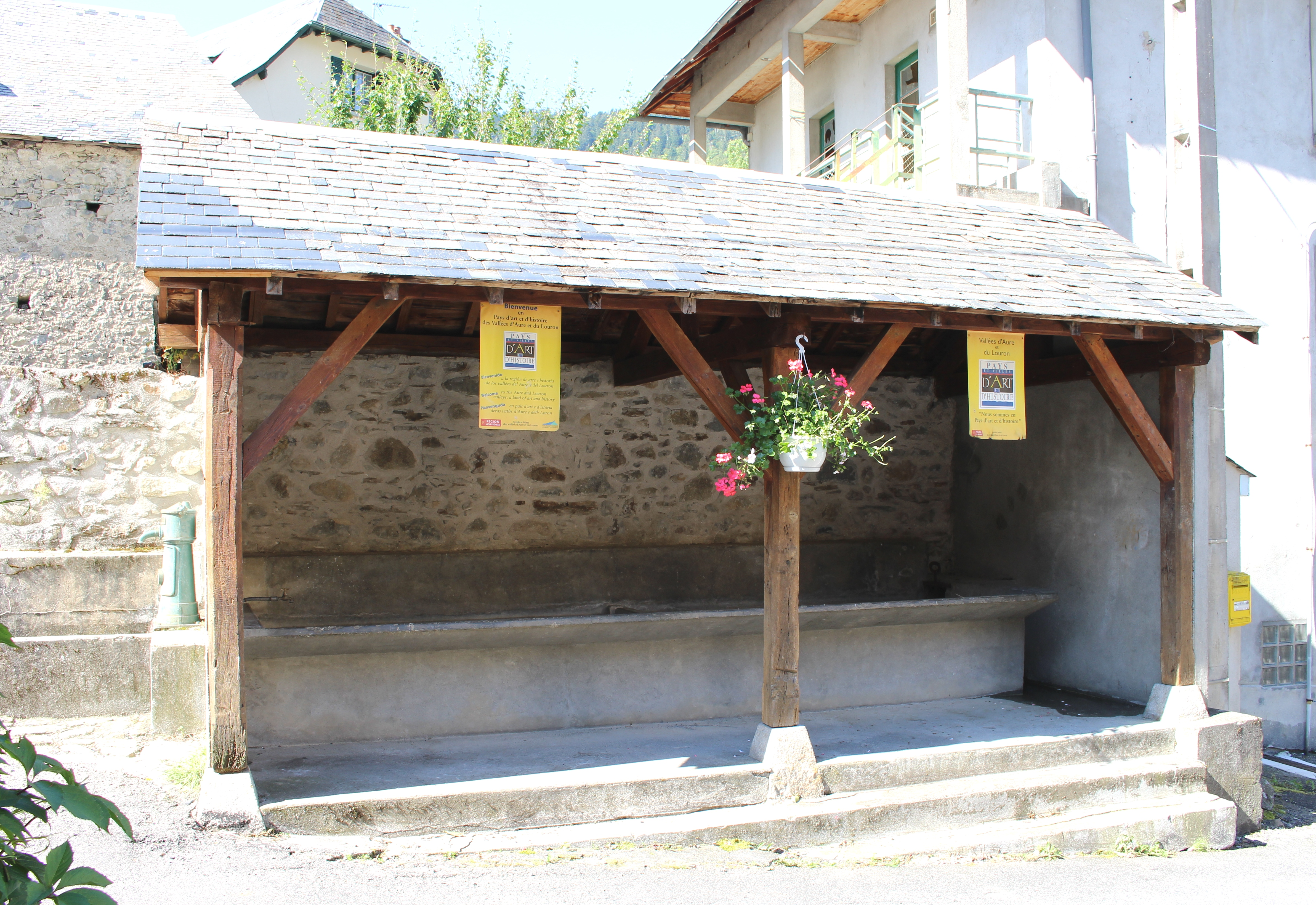
Lavoir
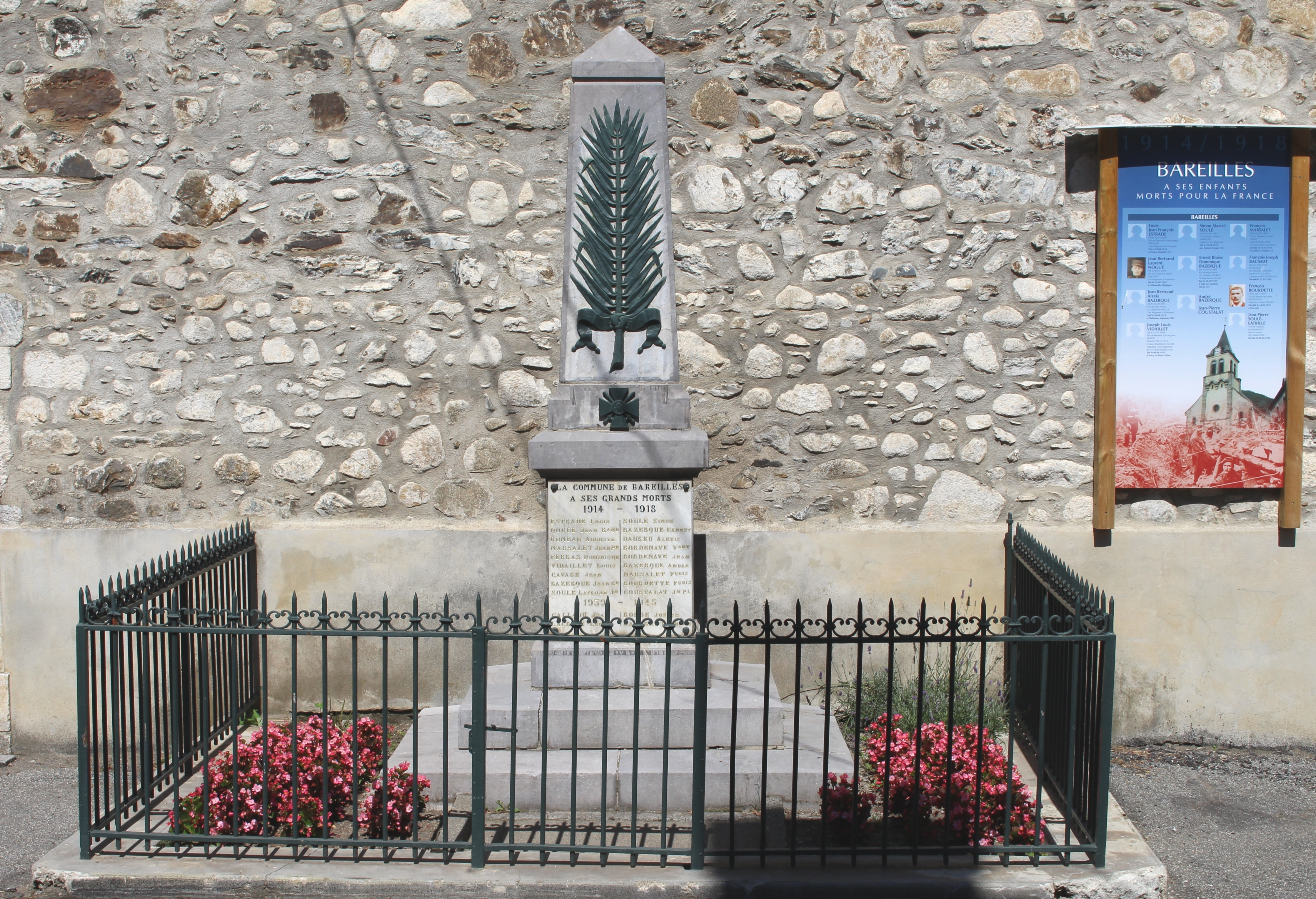
Gefallenendenkmal